# استاروتوکرانوو
استاروتوکرانوو (انگلیسی: Starotukranovo) یک شهرک در شهرستان بورایفسکی باشقیرستان کشور روسیه است.